# Melzem Teichet
Melzem Teichet è uno dei cinque comuni del dipartimento di Monguel, situato nella regione di Gorgol in Mauritania. Contava 5.515 abitanti nel censimento della popolazione del 2000.